# IMG
IMG, de International Management Group, is een internationaal marketingbureau gespecialiseerd in sporters. Het houdt zijn hoofdkantoor in Cleveland, Ohio. Tegenwoordig is IMG ook actief op het gebied van amusement en media.

## Geschiedenis
IMG werd in 1960 door Mark McCormack opgericht, hij was een Amerikaanse advocaat, die een markt zag voor een marketingbureau voor sporters. De eerste sporter die IMG contracteerde was Arnold Palmer, een Amerikaanse golfer.
Op 1 januari 2007 kreeg IMG Media 100% van de aandelen van het Duits-Amerikaanse Nunet AG, een provider van mobiele tv-diensten, in handen.

## Cliënten
IMG vertegenwoordigt tegenwoordig sporters en coaches over de hele wereld in vele sporten. Ook sportbonden worden vertegenwoordigd door IMG, hieronder volgt een (incompleet) lijstje van prominente cliënten.

### Sportbonden en -organisaties
- All England Lawn Tennis and Croquet Club (Wimbledon)
- Amerikaanse PGA Tour
- Major League Baseball
- Premier League
- United States Golf Association
- United States Tennis Association

### Sporters
|  | Golf - Blayne Barber - James Byrne - Tom Lewis - Reinier Saxton - Emiliano Grillo - Stuart Little | Tennis - Lindsay Davenport - Chris Evert - Mary Joe Fernandez - Jelena Janković - Monica Seles - Maria Sjarapova - Venus Williams | - Björn Borg - John McEnroe - Rafael Nadal - Roger Federer |

### Overig
In juni 2015 sloot actrice en model Hari Nef zich als eerste transgendervrouw aan bij IMG.
Ook beheert IMG golfclubs, zoals de Suzhou Jinji Lake International Golf Club.

## Toernooilicenties
IMG heeft verschillende toernooilicenties in bezit.

### Tennis
- Tennistoernooi van Madrid (Mutua Madrid Open) - vanaf 2021 - naar verluidt heeft IMG de licentie overgekocht voor 390 miljoen euro van de Roemeense zakenman en oud-tennisser Ion Țiriac.[4]
- ATP-toernooi van Scottsdale - tot en met 2005 - verkocht aan The Tennis Channel.